# Юсупов, Владимир Савельевич
Владимир Савельевич Юсупов (1925—?) — сержант Рабоче-крестьянской Красной Армии, участник Великой Отечественной войны, Герой Советского Союза (1944), лишён звания в 1948 году.

## Биография
Владимир Юсупов родился в 1925 году. В 1943 году он был призван на службу в Рабоче-крестьянскую Красную Армию, по одним данным, Артёмовским районным военным комиссариатом Сталинской области Украинской ССР, по другим — Ворошиловградским городским военным комиссариатом. К ноябрю 1943 года Юсупов имел звание сержанта, находился на должности помощника командира взвода 5-й роты 1008 стрелкового полка 266-й стрелковой дивизии.
25 ноября 1943 года в бою около села Пурчак, заменив раненого командира взвода, Юсупов повёл в атаку своё подразделение против немецких войск. Взвод под его руководством выбил врага с оборонительных рубежей и занял траншеи. В бою Юсупов лично уничтожил 4 солдата противника. За этот бой он был награждён медалью «За отвагу».
Отличился во время боёв в феврале 1944 года. В ночь с 7 на 8 февраля 1944 года батальон Юсупова вышел к Днепру в районе деревни Каменка. Не дожидаясь приказа вышестоящих командиров, группа бойцов батальона под руководством Юсупова проявила инициативу и, сколотив из брёвен плавсредства, незаметно для противника переправилась через реку. Собрав все переправившиеся силы, Юсупов, используя преимущество внезапности, напал на немецкие подразделения, создав плацдарм для переправки батальона. Захватив несколько переправочных средств, он переправил их на левый берег Днепра, для форсирования войск бойцами батальона. Благодаря созданному плацдарму батальону удалось быстро переправиться и выбить войска противника из Никополя.
Указом Президиума Верховного Совета СССР от 19 марта 1944 года сержант Владимир Юсупов был удостоен высокого звания Героя Советского Союза с вручением ордена Ленина и медали «Золотая Звезда».
Награждён Серебряной звездой (США).
В декабре 1945 года был осуждён за умышленное убийство (смертельно ранил из пистолета медсестру за отказ выйти за него замуж).
Указом Президиума Верховного Совета СССР от 17 ноября 1948 года Юсупов был лишён звания Героя Советского Союза. Информация о дальнейшей судьбе отсутствует.